# Stare Miasto w Kołobrzegu
Stare Miasto w Kołobrzegu – najstarsza część Kołobrzegu, wywodząca się z XIII-wiecznego miasta lokacyjnego.
Centrum starego miasta stanowi plac Ratuszowy (dawny rynek). Granicami Starego Miasta są ulice:
- od północnego wschodu ul. Dubois;
- od południowego wschodu ul. Kamienna;
- od południowego zachodu ul. Rzeczna;
- od północnego zachodu ul. Wąska.

Współcześnie Stare Miasto jest formalnie częścią dzielnicy Śródmieście.

## Historia

### Lokacja miasta
23 maja 1255 r. Kołobrzeg otrzymał przywilej lokacyjny na prawie lubeckim. Jeszcze pod koniec XIII w. wybudowano ratusz przy ulicy Wąskiej i rozpoczęto wznoszenie kolegiaty. W XIV w. miasto otoczono murami obronnymi, a zabudowę drewnianą zaczęła wypierać murowana. Mury obronne przekroczyć można było jedną z trzech bram: Solną, Kamienną lub Młyńską. 

### Nowożytność

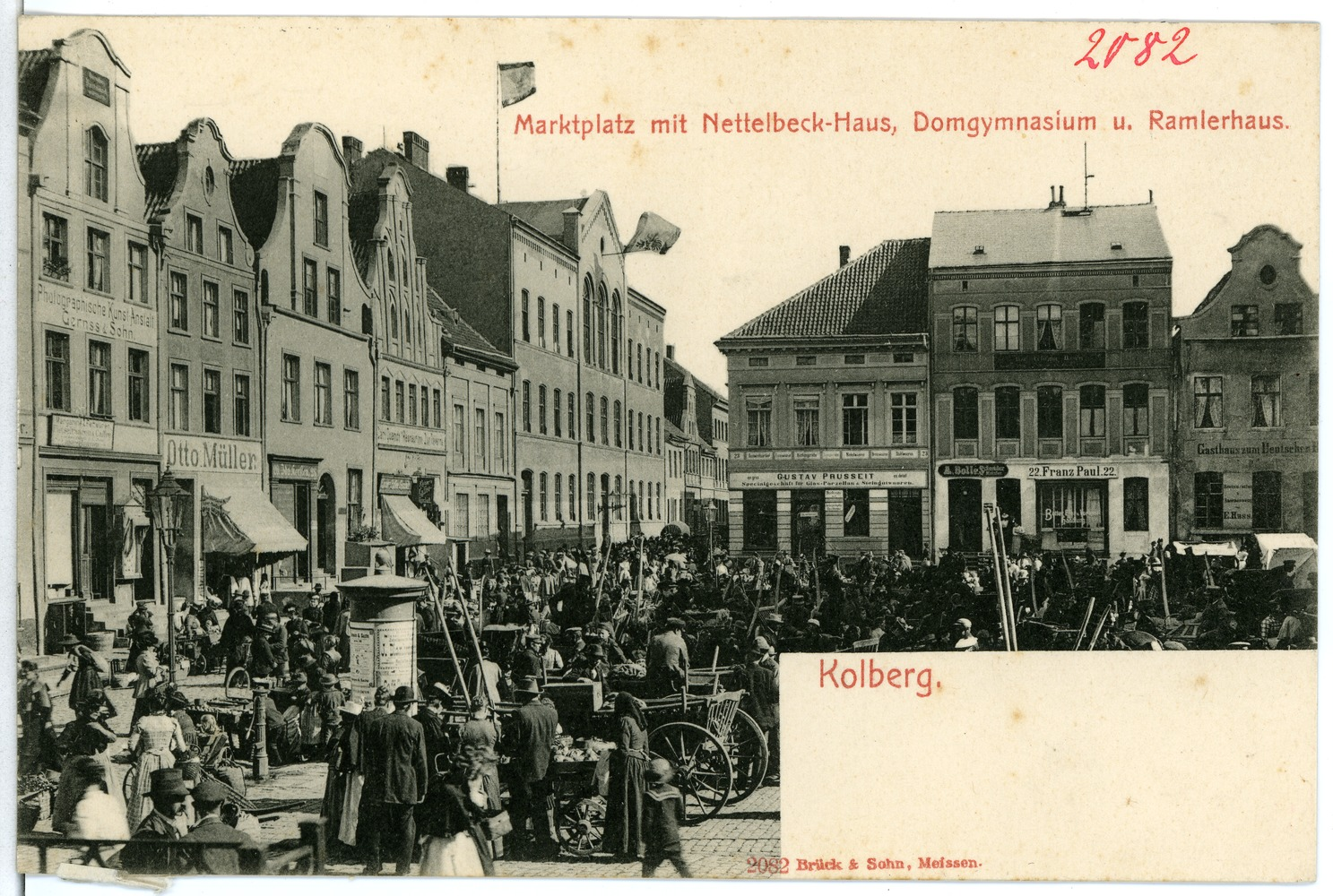
Kołobrzeski rynek w początkach XX wieku

W 1628 r. rozpoczęto wznoszenie nowożytnych fortyfikacji. Podczas wojny trzydziestoletniej zabudowa miasta uległa znacznym zniszczeniom. W jednym z pożarów, 11 września 1630 r., w czasie oblężenia Kołobrzegu przez wojska brandenburskie, zniszczeniu uległo 128 domów. W 1653 r. Fryderyk Wilhelm I wydał decyzję o budowie Twierdzy Kołobrzeg i likwidacji murów obronnych o średniowiecznym rodowodzie. Modernizację twierdzy rozpoczęto jednak dopiero w 1770 r. Kolejne zniszczenia zabudowy miały miejsce w czasie wojny siedmioletniej i wojen napoleońskich. Po ich zakończeniu rozpoczęto podnoszenie miasta z gruzów. W okresie odbudowy, w 1808 r. kupiec Christian Plüddeman wzniósł pałac przy dzisiejszej ulicy Armii Krajowej, znany dziś jako pałac Brunszwickich. Po likwidacji twierdzy w 1873 r. miasto zaczęło przekształcać się w uzdrowisko. W latach 1887–1890 wyremontowano kolegiatę uszkodzoną w czasie wojen. 

### II wojna światowa
Pierwsze bombardowania Starego Miasta przez wojska radzieckie miały miejsce w marcu 1945 r. 3 marca spalił się dom handlowy Gustava Zeecka, 6 marca kamienice na ul. Katedralnej, a 12 marca kamienice najbliżej kolegiaty. Podpaleń dokonywała także armia niemiecka zgodnie z taktyką spalonej ziemi. W połowie marca pożar zniszczył dach kolegiaty. Ostrzał artyleryjski miasta, walka o pojedyncze budynki a potem powojenne podpalenia dokonane przez żołnierzy radzieckich doprowadziły do silnych zniszczeń zabudowy w obrębie Starego Miasta.

### Pierwsze lata powojenne

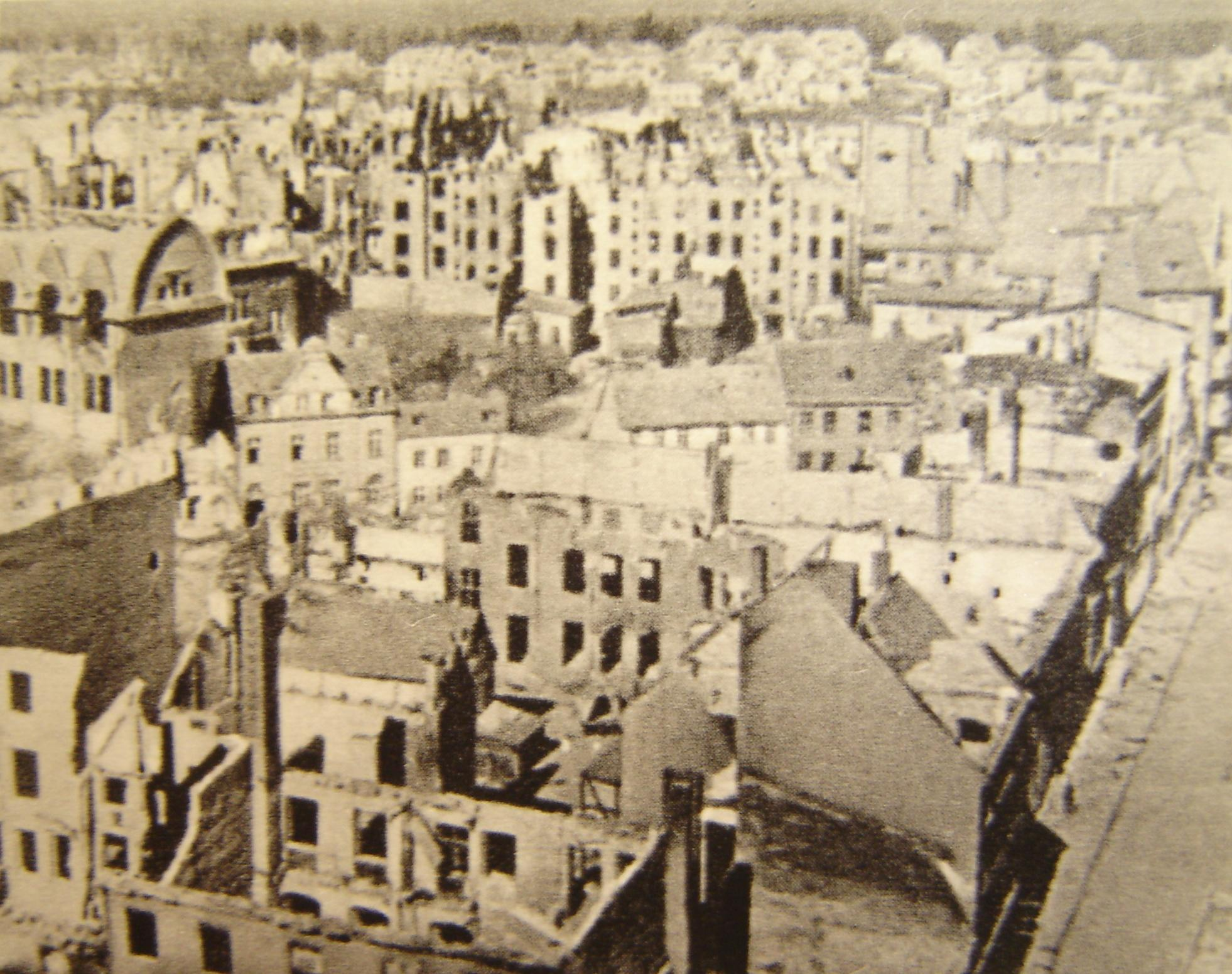
Zniszczenia wojenne na Starym Mieście

Wskutek ciężkich walk w bitwie o Kołobrzeg w czasie II wojny światowej zabudowa miasta uległa zniszczeniu w ok. 90%. W dniach 10-11 sierpnia 1946 r. Kołobrzeg wizytowali rzeczoznawcy szczecińskiego Rejonowego Urzędu Planowania Przestrzennego. W czasie swojej wizyty we współpracy z władzami miasta sporządzili założenia planu odbudowy Kołobrzegu. Plan ten nie został wcielony w życie. 4 kwietnia 1947 r. na konferencji „Odbudowa Kołobrzega” powołano Komitet wykonawczy odbudowy Kołobrzegu, w którego skład weszli: prezydent Kołobrzegu, Leonard Zarębski, Andrzej Niegolewski, Jerzy Klimaszewski, Adam Schönthalter, Zbigniew Bogacki i Stefan Lipicki. Jednak brak wsparcia władz centralnych PRL zahamował podnoszenie miasta z gruzów. Pod nadzorem Referatu Akcji Robót Rozbiórkowych mieszkańcy Kołobrzegu prowadzili nie tylko odgruzowywanie, ale także rozbiórkę spalonych i zniszczonych budynków. W połowie lat 50. XX wieku zaczęto nawet rozbierać budynki zachowane w dobrym stanie lub nieznacznie uszkodzone, a odzyskaną cegłę wysyłano w głąb kraju. Zakładano budowę na terenach staromiejskich socrealistycznego osiedla mieszkaniowego, lecz ostatecznie do tego nie doszło. Ruiny kamienic rozebrano, a między nielicznymi zachowanymi obiektami założono trawniki, czyniąc ze Starego Miasta rozległy teren zielony poprzecinany dawnymi ulicami. Przy ulicy Dubois na odcinku między ulicami Lenina a Katedralną zachowano jednak kilka przedwojennych kamienic i uzupełniono pierzeję o stylizowane domy.

### Budowa wielkopłytowego osiedla

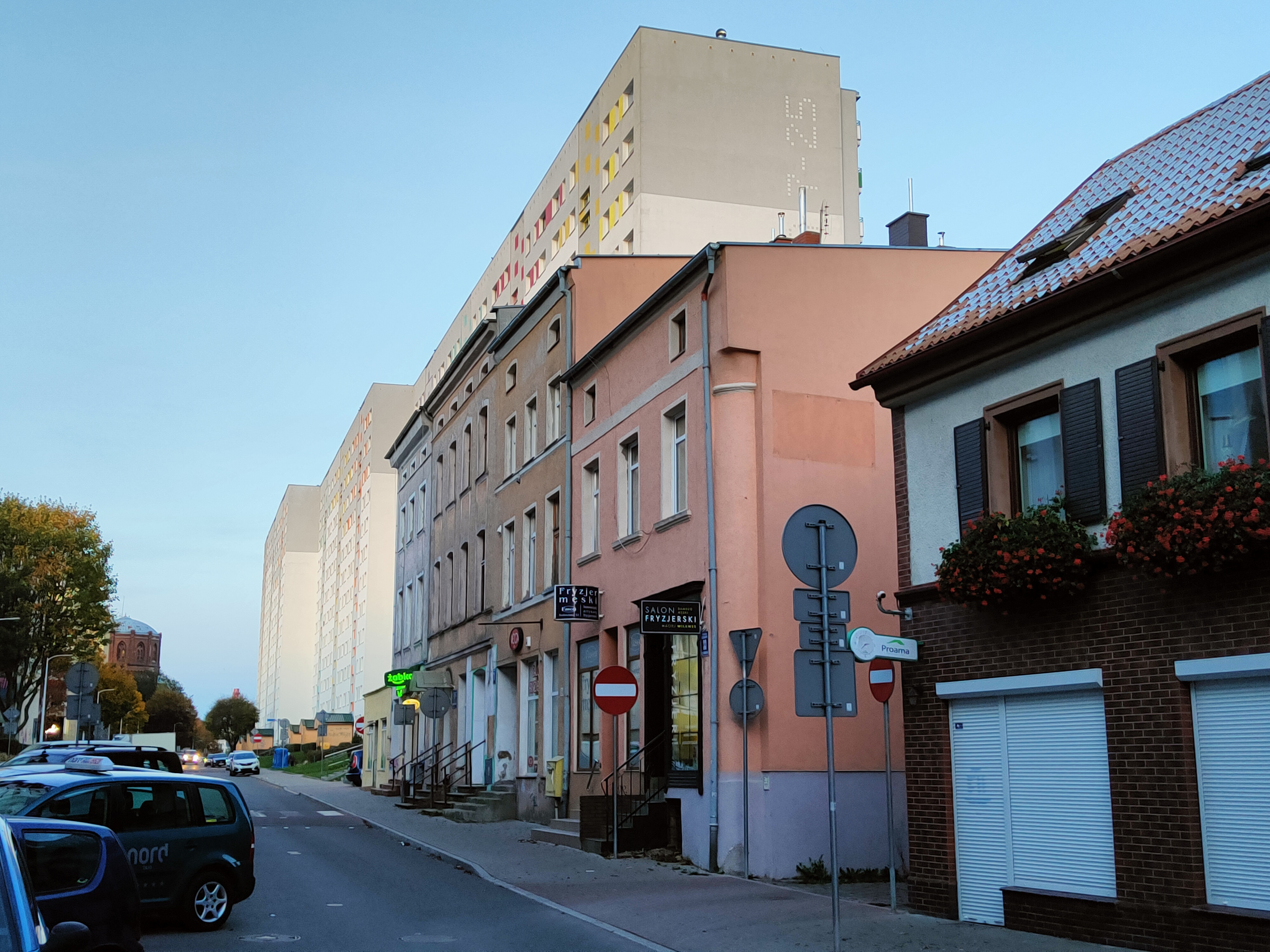
Wysokościowiec przy ulicy Budowlanej 7-25 kontrastujący z zachowanymi kamienicami

21 maja 1970 r. Stowarzyszenie Architektów Polskich ogłosiło zwycięzców konkursu na zabudowę starego miasta w Kołobrzegu. Wybrano projekt architektów Natana Grabiego, Andrzeja Katzera, Stanisława Palmego i Wiesława Świtakowskiego. Zaproponowali oni budowę wysokościowców na obrzeżach i niższych bloków w centrum dzielnicy staromiejskiej. Powstały 11-klatkowe wysokościowiece przy ulicy Budowlanej 7-25 i Wąskiej 2-20, mniejsze trzyklatkowe przy Budowlanej 8-10, Giełdowej 5-7 i 9-11, Ratuszowej 4-6, dwa szeregowce między ulicami Mariacką, Gierczak, Lenina i Budowlaną i dwa kolejne między Budowlaną a placem Ratuszowym. Projekt krytykowano za zbyt dużą liczbę pięter wysokościowców, które doprowadziły do zasłonięcia sylwety konkatedry. W okolicach placu Ratuszowego miały stanąć pawilony handlowo-usługowe. Projekt wykonano jedynie częściowo, kwartały przed ratuszem pozostały niezabudowane. W 1977 r. wyburzono ostatnią zachowaną kamienicę w południowo-zachodniej pierzei placu Ratuszowego. 

### Odbudowa w duchu retrowersji

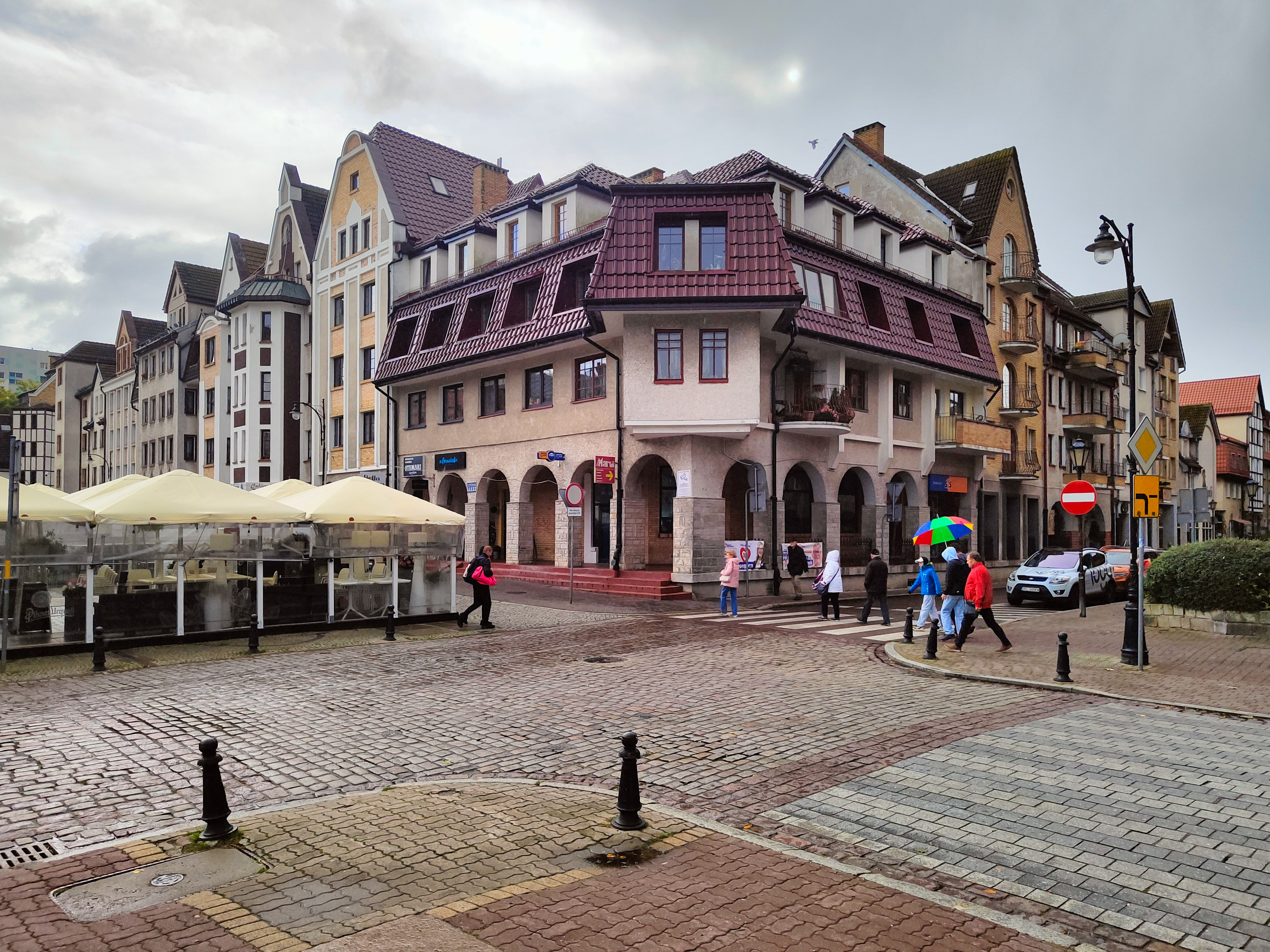
Nowe kamienice przy ulicach Armii Krajowej i Narutowicza

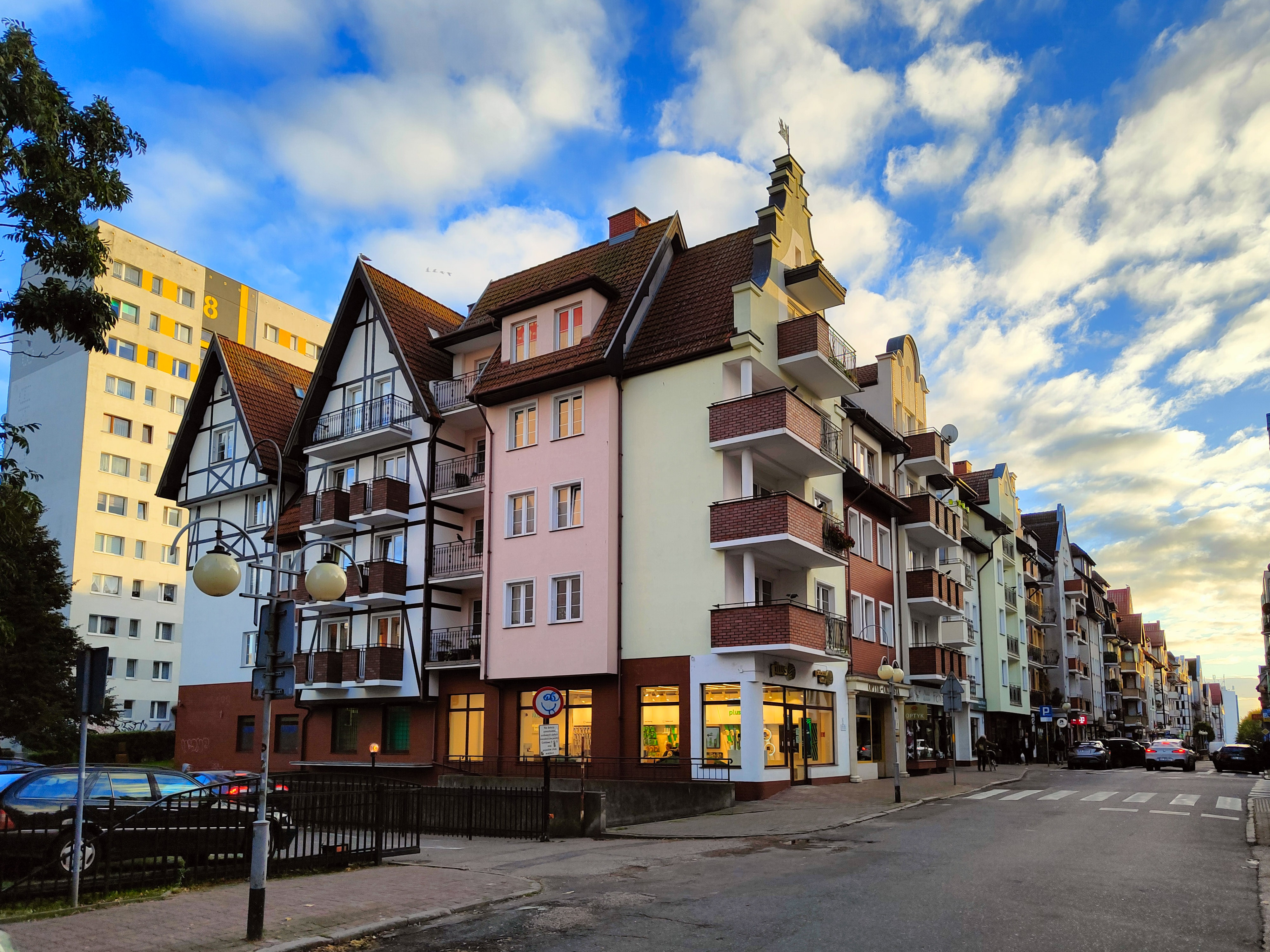
Nowa zabudowa ulicy Giełdowej

W 1984 r. z inicjatywy M. Witwickiego rozpoczęły się prace zmierzające do przywrócenia staremu miastu dawnego charakteru. Miastoprojekt Kołobrzeg pod kierunkiem A. Lepczyńskiego sporządził plan zabudowy kwartałów, w którym zawarto konieczność wykonania badań archeologicznych i architektoniczno-konserwatorskich. Zdecydowano, że nowo powstające budynki nie będą kopiami przedwojennych kamienic, nie będą także odwzorowywać dawnych podziałów własnościowych ani linii zabudowy. Powstały budynki w stylu postmodernistycznym, których podziały elewacji, spadziste dachy kryte dachówką ceramiczną, szczyty i wykusze nawiązują w sposób luźny do dawnej architektury starego miasta. Zrezygnowano z odtworzenia niektórych ulic zlikwidowanych po II wojnie światowej. Nie odbudowano północno-zachodniej pierzei placu Ratuszowego, w miejscu której znajduje się Skwer Miast Partnerskich, ani nie przywrócono pierwotnej wielkości pierzei północno-wschodniej. Nie zrealizowano pomysłu likwidacji hali wystawowej i terenów zielonych Muzeum Oręża Polskiego i zbudowania na ich miejscu kolejnych kamienic. Kamienice osiedla zwanego Nową Starówką powstały przy ulicach:
- Katedralnej (między Brzozową a Mariacką),
- Brzozowej,
- Mariackiej (na całej długości),
- Narutowicza (na całej długości),
- Emilii Gierczak (na całej długości),
- Giełdowej (między placem Ratuszowym a Dubois),
- Ratuszowej (między placem Ratuszowym a Dubois),
- Dubois (między Katedralną a Dubois),
- Armii Krajowej (między Dubois a Katedralną oraz między Narutowicza a Gierczak).

## Zabytki
- Ratusz
- Kamienica Schliffenów
- Akademia Rycerska
- Pałac Brunszwickich
- Kościół Niepokalanego Poczęcia NMP
- Bazylika konkatedralna
- Katownia
- Baszta Lontowa

## Galeria

### Stare Miasto dawniej

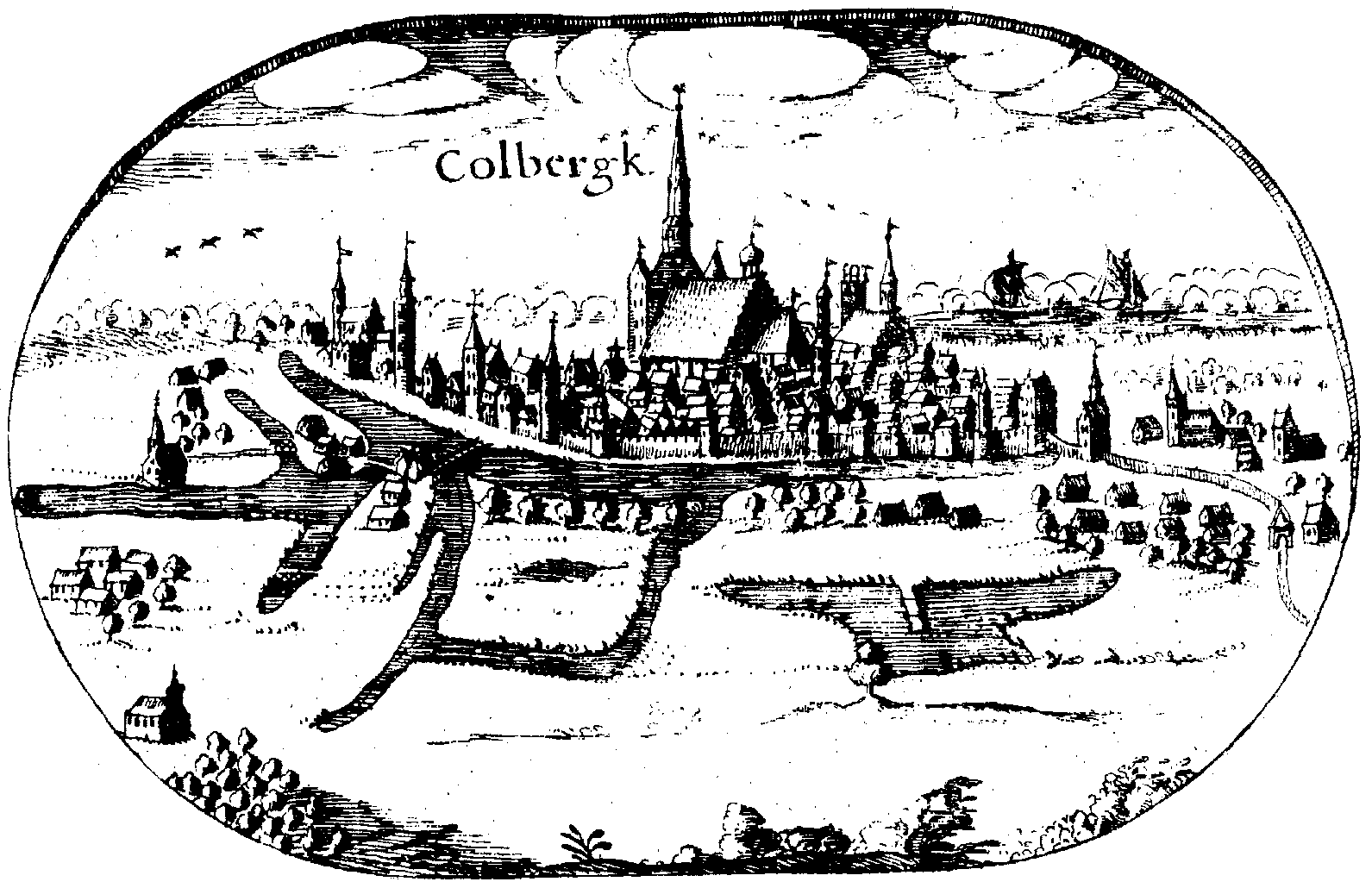
Stare Miasto w XVII w.
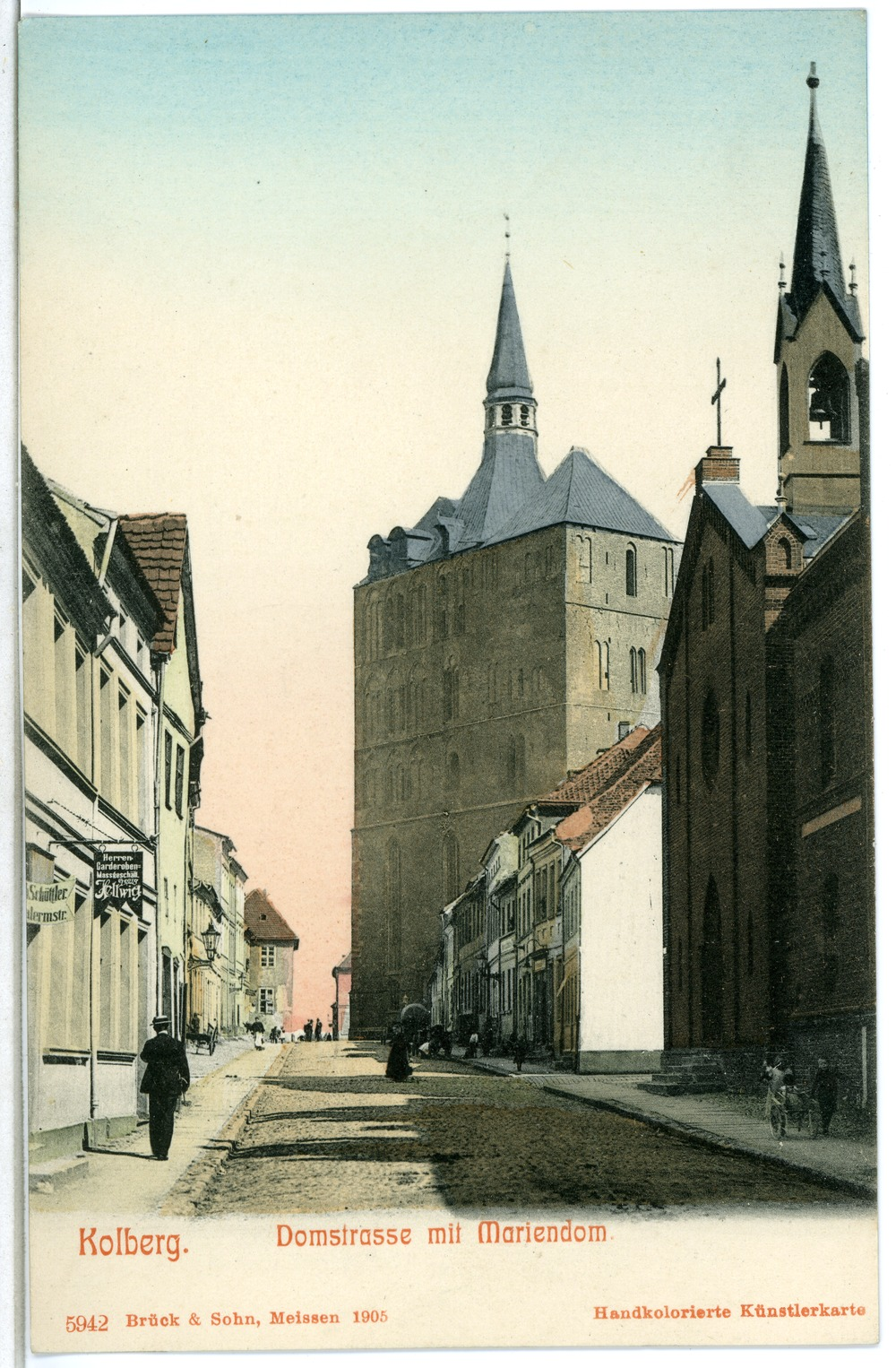
Domstraße (ul. Mariacka)
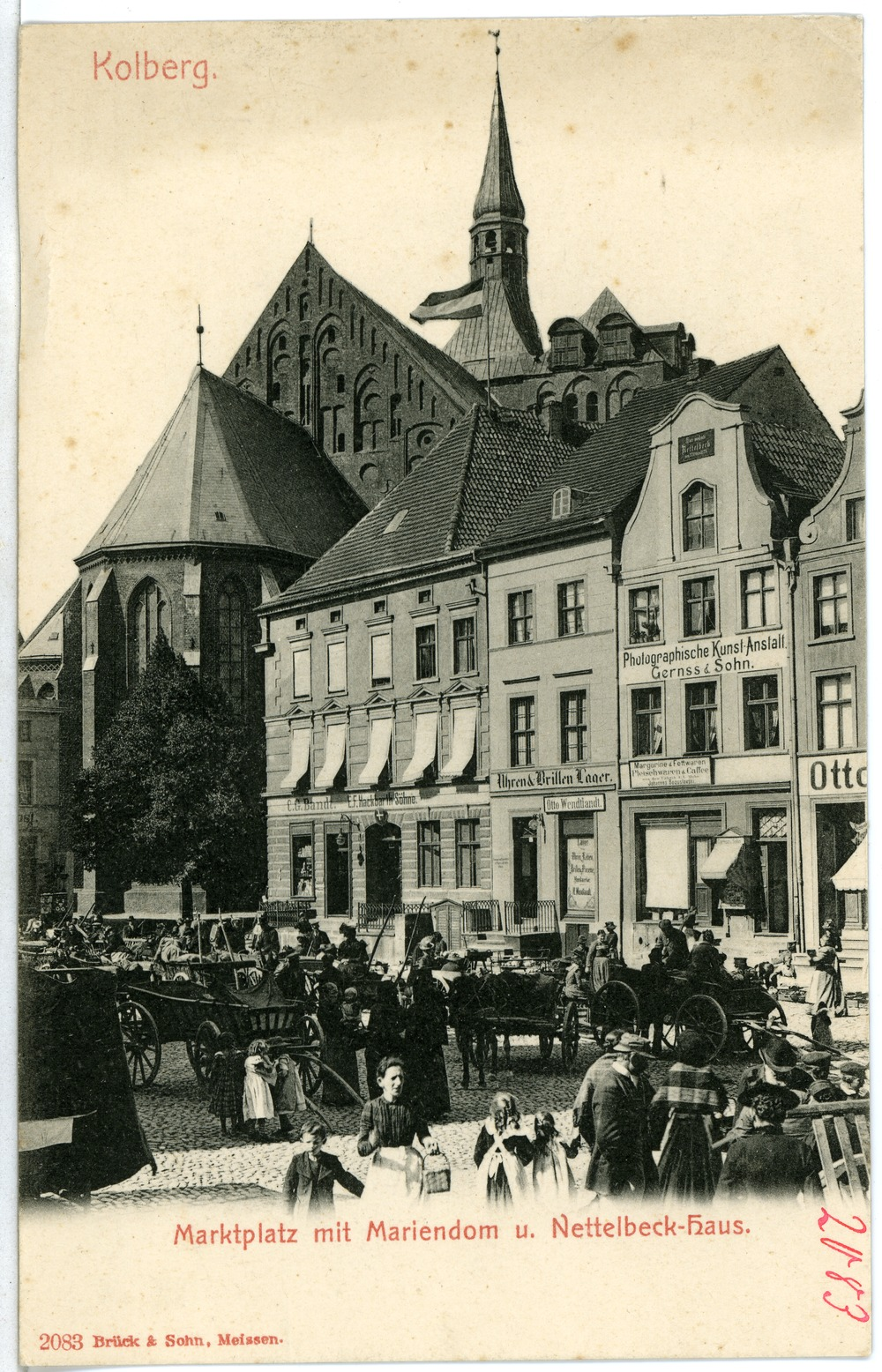
Markt (pl. Ratuszowy)
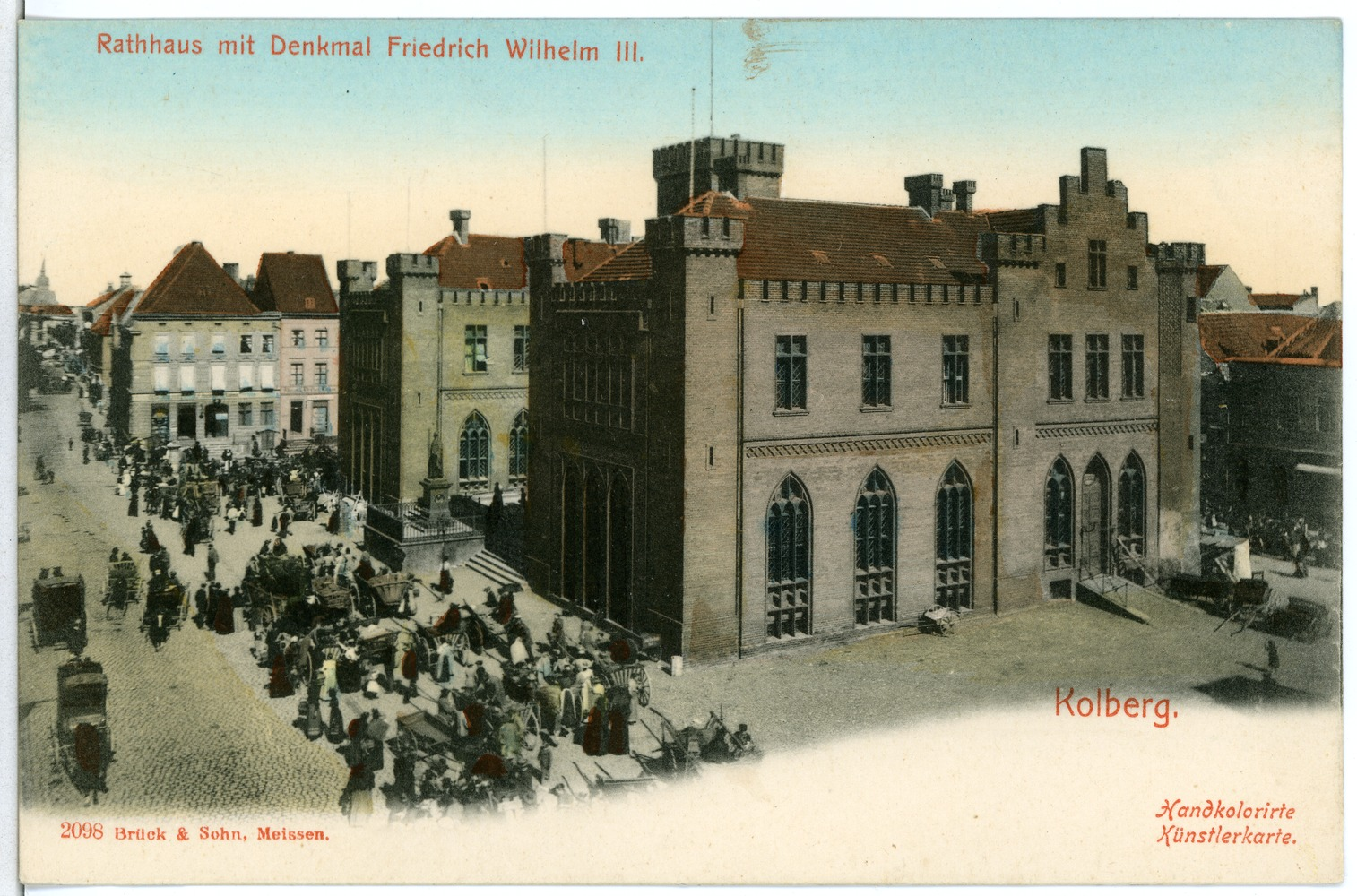
Rathaus (ratusz)
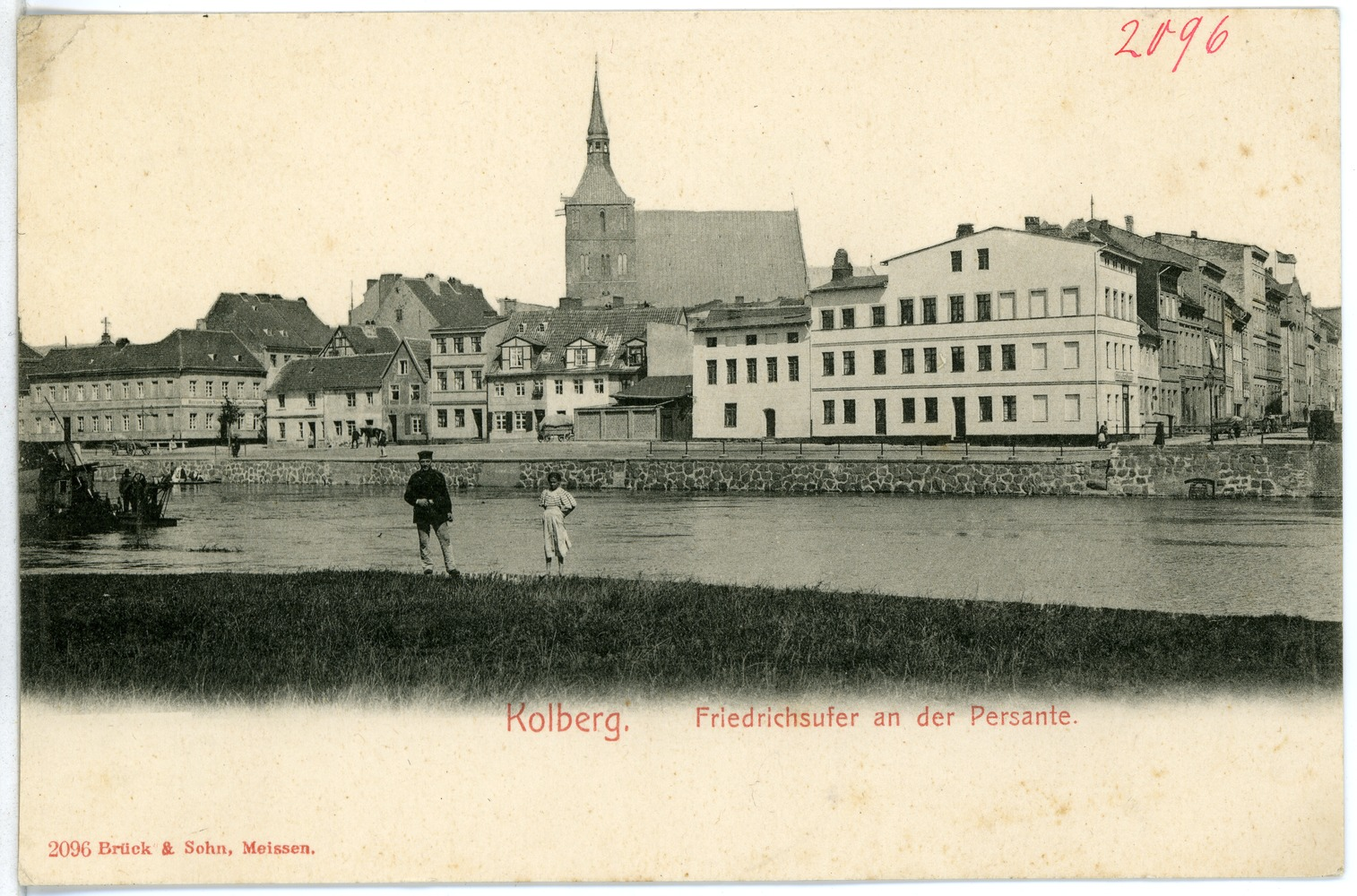
Stare Miasto nad Parsętą

### Stare Miasto dziś

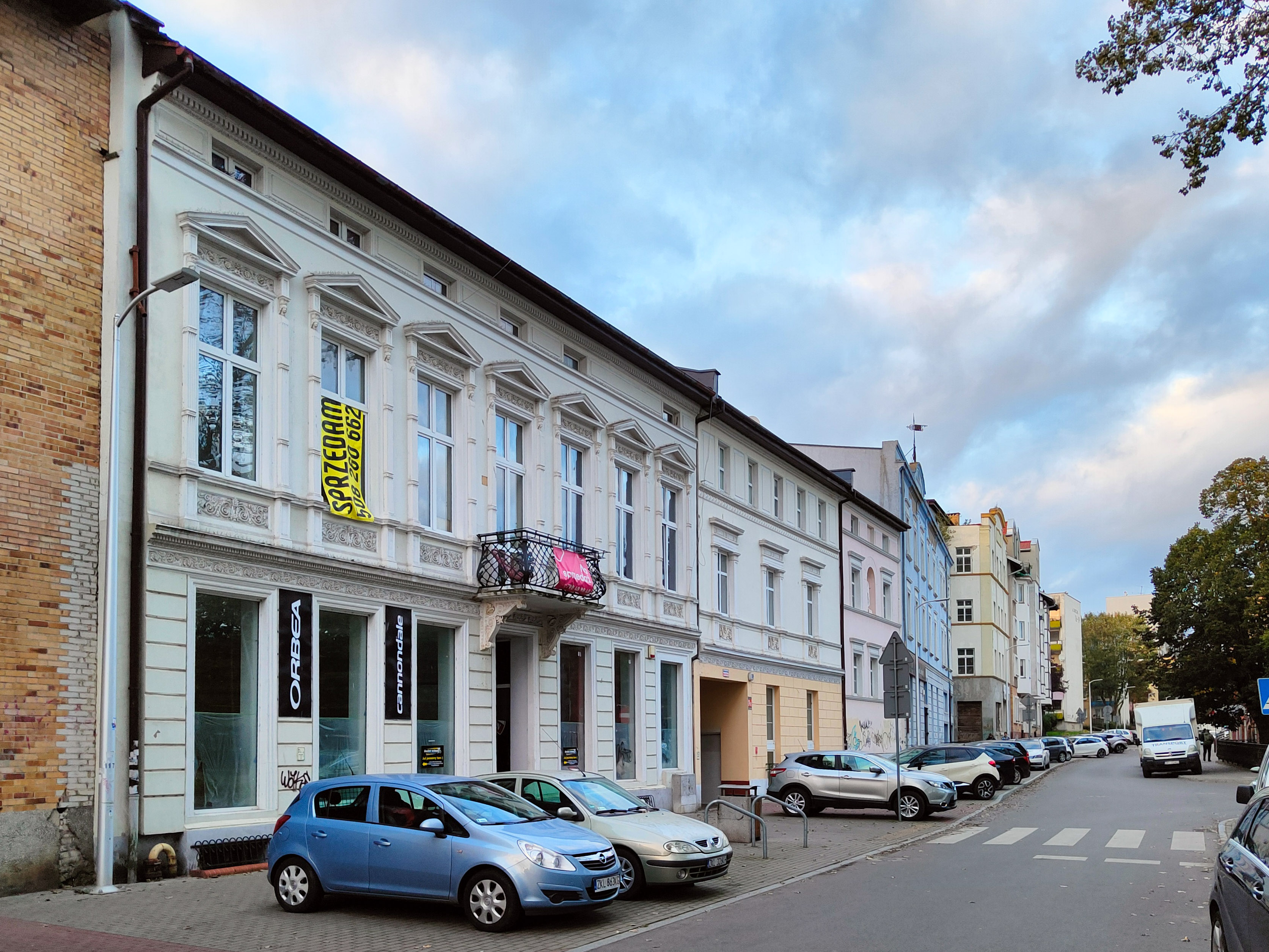
ul. Budowlana
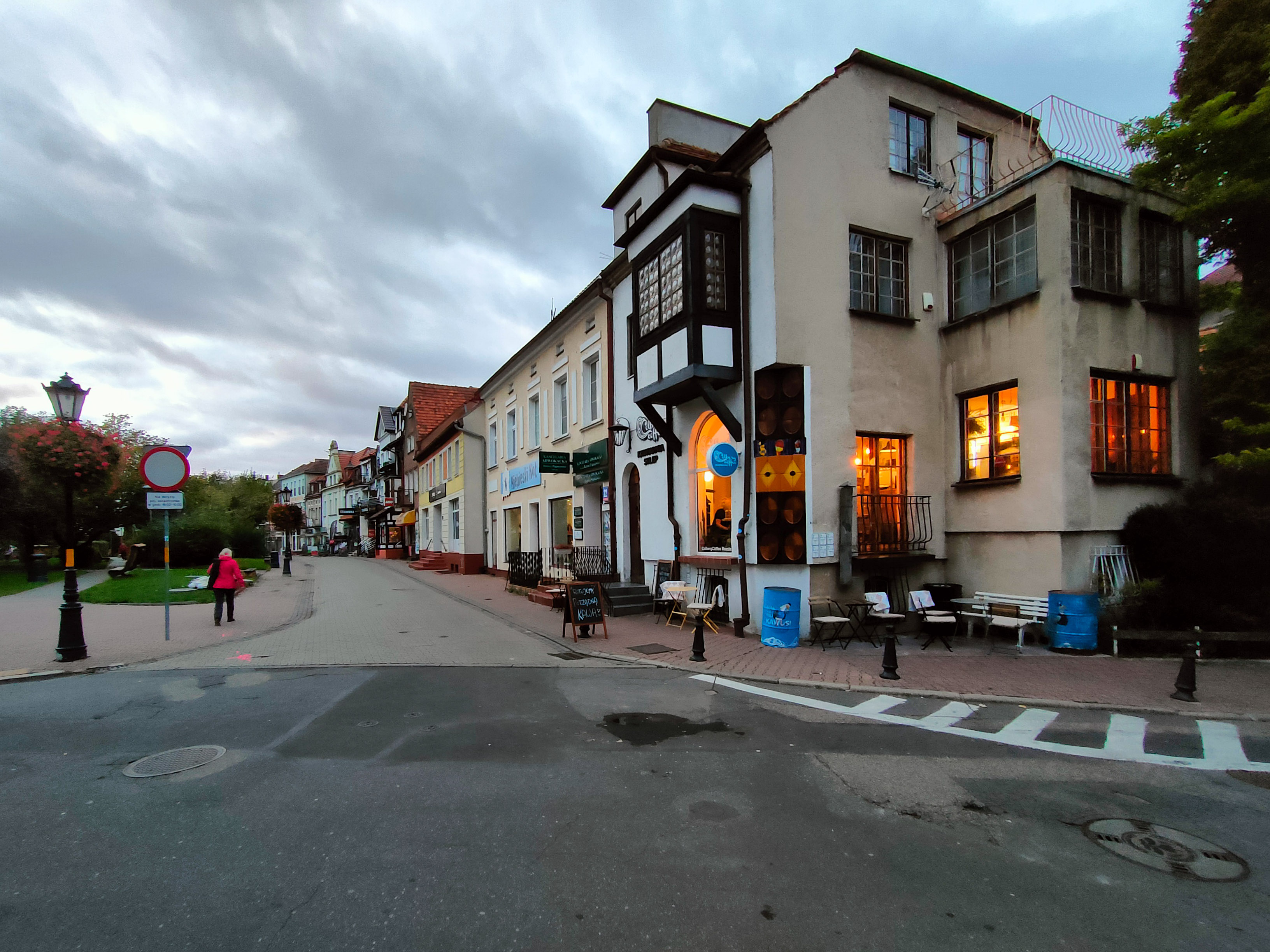
ul. Dubois
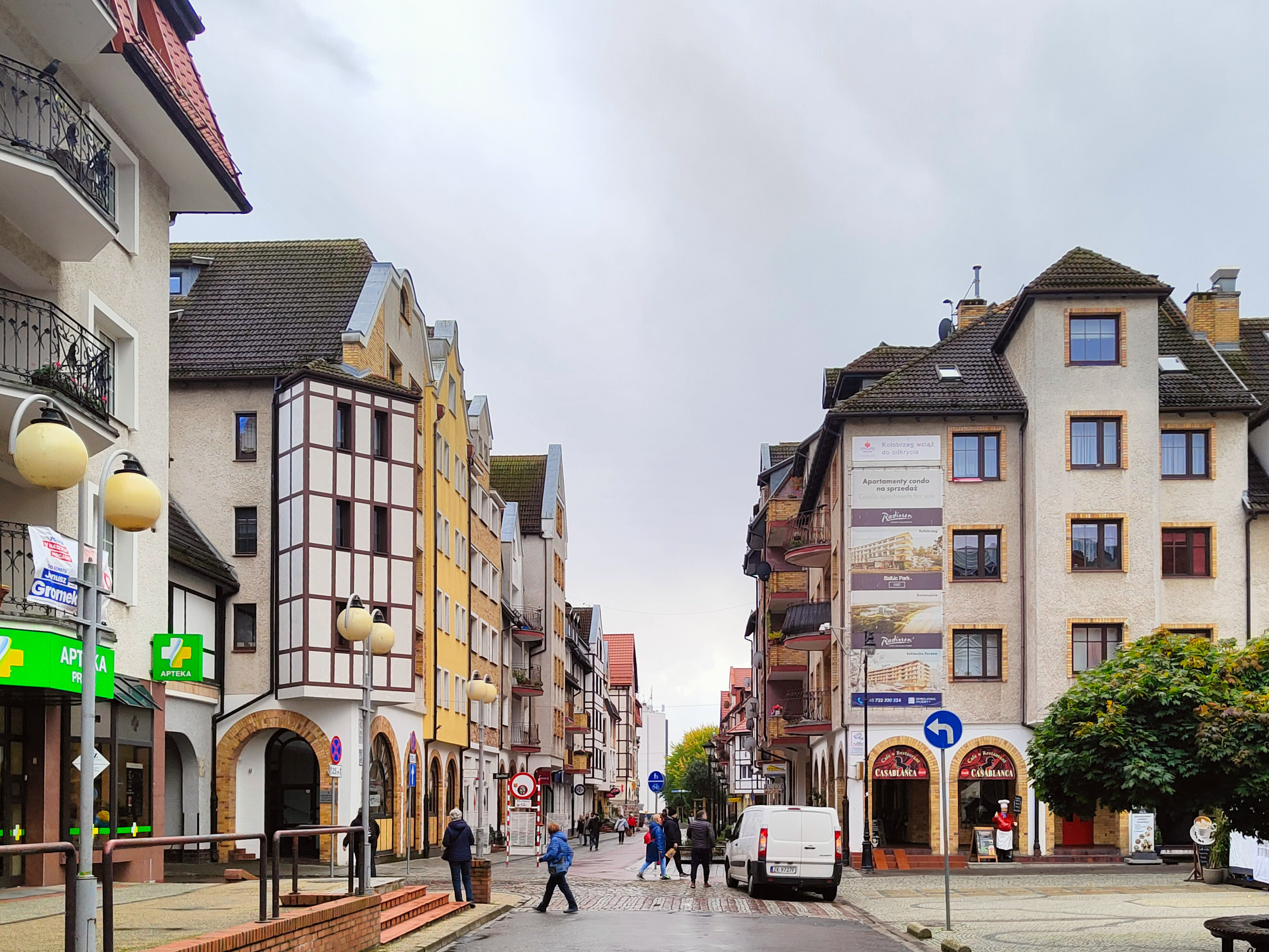
ul. Emilii Gierczak
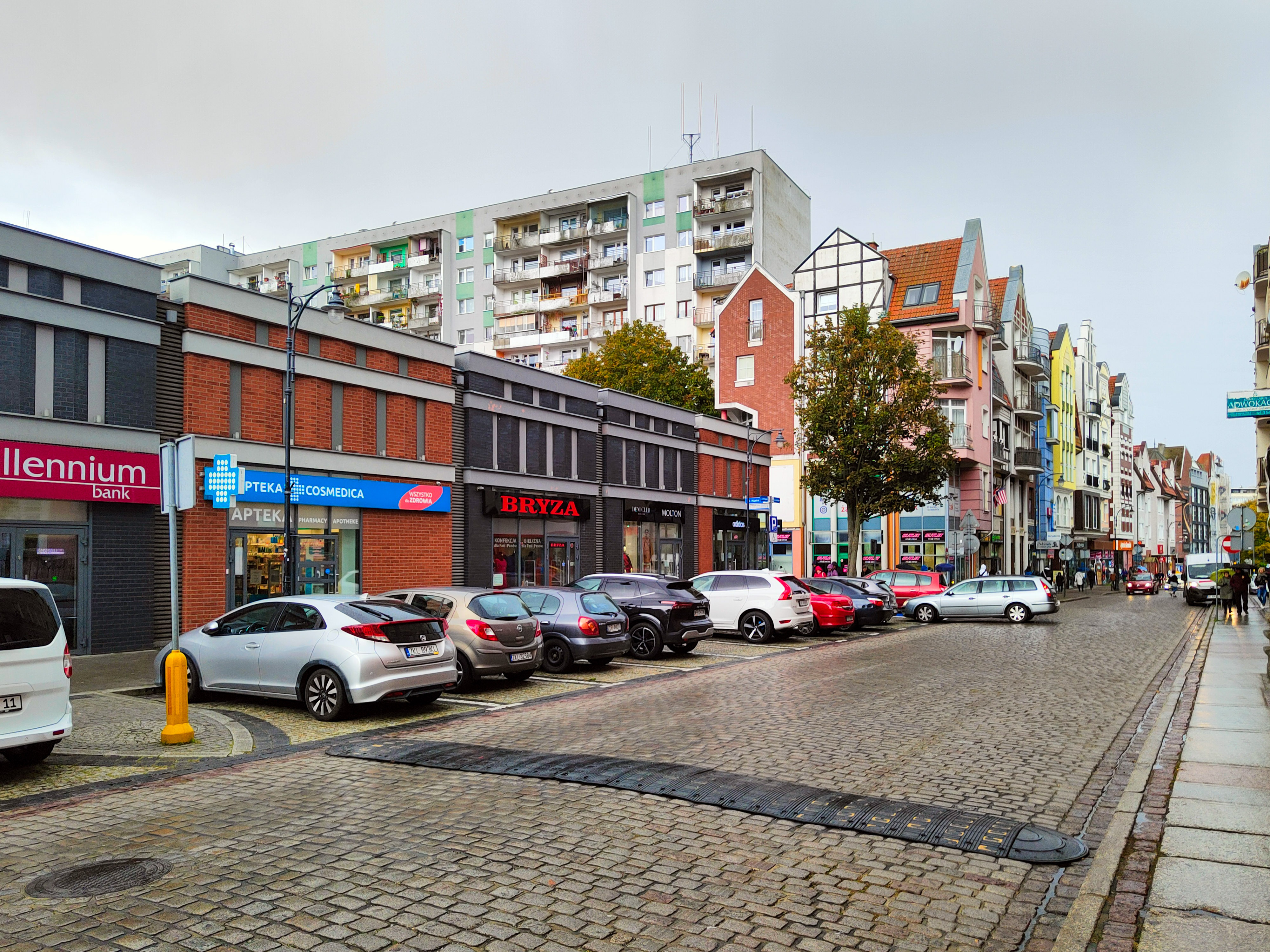
ul. Armii Krajowej
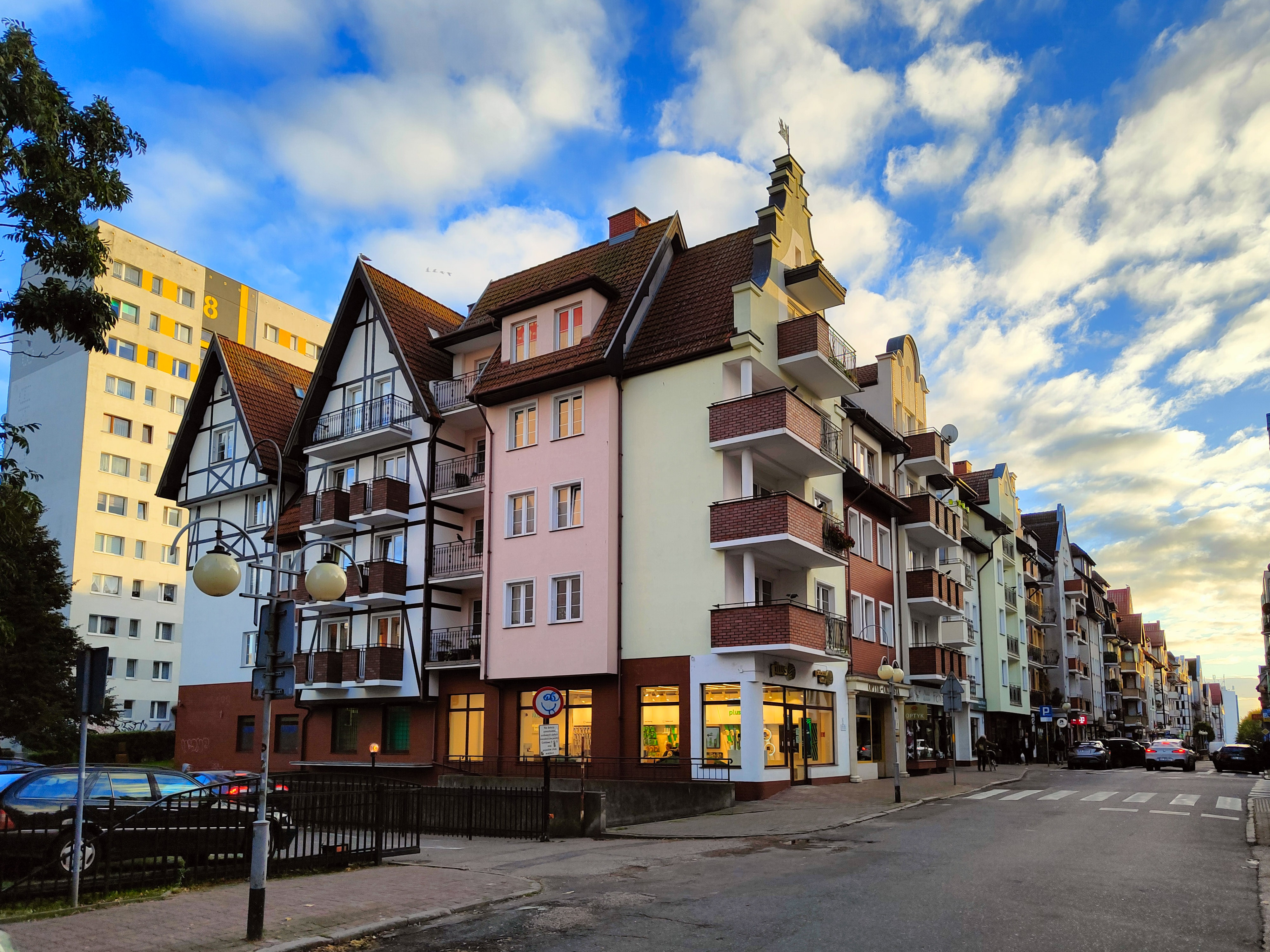
ul. Giełdowa